# 富勒高地 (佛羅里達州)
富勒高地（英語：Fuller Heights）是位於美國佛羅里達州波爾克縣的一個人口普查指定地區。

## 地理
富勒高地的座標為27°54′33″N 81°59′53″W / 27.90917°N 81.99806°W，而該地最高點為海拔高度34米（即112英尺）。

## 人口
根據2010年美國人口普查的數據，富勒高地的面積為13.58平方千米，當中陸地面積為12.60平方千米，而水域面積為0.98平方千米。當地共有人口8758人，而人口密度為每平方千米644人。